# Ingrid Klimke
Ingrid Klimke (født 1. april 1968) er en tysk rytter, som primært dyrker military og dressur. Hun har deltaget i fem olympiske lege fra 2000 og frem og vundet flere medaljer.
Klimke deltog ved OL 2000 i Sydney, hvor hun på hesten Sleep Late stillede op i holdkonkurrencen i military. Med 41,20 point var hun bedst på det tyske hold, der endte med 241,80 og en fjerdeplads.
Ved OL 2004 i Athen red hun igen på Sleep Late, men i den individuelle konkurrence måtte hun opgive at fuldføre, da Sleep Late blev skadet. Da de individuelle resultater indgik i holdkonkurrencen, blev Klimkes resultat ikke indregnet (kun de tre bedste fra hver nation indgik), da Tyskland igen blev nummer fire.
Fire år senere, ved OL 2008 i Beijing, stillede Klimke op med hesten Abraxxas, og her gik det bedre, da hun var blandt de allerforreste efter dressur og cross, men enkelte nedrivninger i spring endte hun på en samlet femteplads med 59,7 point. Hendes resultat var sammen med den individuelle vinder, Hinrich Romeike, med til at sikre Tyskland sejren med i alt 166,1 point, mens Australien på andenpladsen fik 171,2 og Storbritannien på tredjepladsen 185,7 point.
Ved OL 2012 i London blev Klimke og Abraxxas nummer 25 individuelt, men var trods alt med til at genvinde guldet i holdkonkurrencen sammen med Michael Jung, Peter Thomsen, Dirk Schrade og Sandra Auffarth med 133,70 point foran Storbritannien med 138,20 og New Zealand med 144,40 point.
Hendes sidste OL blev i 2016 i Rio de Janeiro, hvor hun på Hale-Bob Old blev nummer fjorten individuelt og var med til at vinde sølv i holdkonkurrencen sammen med Jung, Auffarth og Julia Krajewski.
Ingrid Klemke er datter af Reiner Klemke, en af de mest vindende militaryryttere i historien og deltog i seks olympiske lege fra 1960 og frem otte medaljer i den forbindelse.

## Reference
1. ↑  Navnet er anført på engelsk og stammer fra Wikidata hvor navnet endnu ikke findes på dansk.
2. ↑  Team, Open, olympedia.org, hentet 13. december 2021
3. ↑  Individual, Open, olympedia.org, hentet 13. december 2021
4. ↑  Team, Open, olympedia.org, hentet 13. december 2021
5. ↑  Individual, Open, olympedia.org, hentet 13. december 2021
6. ↑  Team, Open, olympedia.org, hentet 13. december 2021
7. 1 2  Ingrid Klimke, olympedia.org, hentet 13. december 2021
8. ↑  Team, Open, olympedia.org, hentet 13. december 2021
9. ↑  Team, Open, olympedia.org, hentet 13. december 2021
10. ↑  Reiner Klemke, olympedia.org, hentet 13. december 2021